# Erica Mer
Pour les articles homonymes, voir Mer (homonymie).
Erica Mer est une actrice américaine née le 23 avril 1988 à San Antonio.

## Filmographie
- 1998 - Babylon 5: In the Beginning (en)
- 1998 - Star Trek: Voyager (Saison 5, Épisode 7)
- 2000 - La Cour de récré (Saison 4, Épisode 34)
- 2001 - Charmed (Saison 3, Épisode 10)
- 2004 - Six Feet Under (Saison 4, Épisode 3)
- 2009 - Ghost Whisperer (Saison 4, Épisode 15)
- 2010 - iCarly (Saison 4, Épisode 6)